# Spatalla curvifolia
Spatalla curvifolia är en tvåhjärtbladig växtart som beskrevs av Richard Anthony Salisbury och Joseph Knight. Spatalla curvifolia ingår i släktet Spatalla och familjen Proteaceae. Inga underarter finns listade i Catalogue of Life.